# 15 lutego
15 lutego jest 46. dniem w kalendarzu gregoriańskim. Do końca roku pozostało 319 (w latach przestępnych 320) dni.

## Święta
- Imieniny obchodzą: Faust, Faustyn, Galfryd, Gliceriusz, Glicery, Joachim, Jordan, Jordana, Jowita, Józef, Julia, Klaudiusz, Onezym, Pakosław, Pakosława, Przybyrad, Saturnin, Sewer, Teogenes, Zygfryd, Zygfryda i Żywila.
- Kanada – Dzień Flagi
- Kościół prawosławny:
  - Spotkanie Pańskie (jedno z 12 głównych świąt)
  - Światowy Dzień Młodzieży Prawosławnej
- Międzynarodowe – Międzynarodowy Dzień Walki z Rakiem Dzieciństwa
- Międzynarodowy Dzień Wyszehradzki
- dawn. rzymskie święto – Luperkalia
- Serbia – Święto Narodowe
- Wspomnienia i święta w Kościele katolickim[1][2] obchodzą:
  - święci: Faustyn i Jowita (bracia męczennicy)
  - św. Klaudiusz de la Colombiere (jezuita francuski)
  - bł. Michał Sopoćko (prezbiter)
  - św. Onezym (postać biblijna)
  - św. Zygfryd z Växjö (biskup)

## Wydarzenia w Polsce

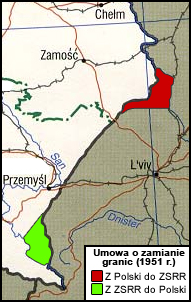
Terytoria wymienione przez Polskę i ZSRR na mocy umowy z 1951

- 1282 – Na zjeździe w Kępnie książę pomorski Mściwoj II i książę wielkopolski Przemysł II zawarli porozumienie o zjednoczeniu swych ziem.
- 1383 – Podczas wojny rodów rycerskich Grzymalitów i Nałęczów stoczono bitwę pod Szamotułami
- 1386 – Wielki książę litewski Jagiełło przyjął chrzest oraz imię Władysław.
- 1495 – w Wilnie odbył się ślub Aleksandra Jagiellończyka z księżniczką moskiewską Heleną.
- 1563 – Wojna litewsko-rosyjska: wojska cara Iwana IV Groźnego zdobyły Połock.
- 1793 – II rozbiór Polski: wojska pruskie zajęły Środę Wielkopolską.
- 1833 – We Lwowie odbyła się premiera komedii Śluby panieńskie Aleksandra Fredry.
- 1864 – Powstanie styczniowe: klęska powstańców w bitwie pod Głowaczowem.
- 1927 – Radio Kraków jako drugie w kraju rozpoczęło nadawanie programu.
- 1941 – II wojna światowa: dokonano pierwszego zrzutu cichociemnych.
- 1945:
  - Armia Czerwona zajęła Tucholę i Zieloną Górę.
  - Powstała Armia Krajowa Obywatelska – formacja zbrojna polskiego podziemia antykomunistycznego.
  - Rozpoczęła się bitwa pancerna o Stargard.
  - W trakcie walk o Poznań, w wyniku ostrzału radzieckiej artylerii spłonęła katedra śś. Apostołów Piotra i Pawła.
- 1949 – Ukazało się pierwsze wydanie „Gazety Krakowskiej”.
- 1951 – Polska zawarła z ZSRR umowę o wymianie obszarów przygranicznych (zobacz:  Umowa o zmianie granic).
- 1957 – Ukazało się pierwsze wydanie miesięcznika dziecięcego „Miś”.
- 1962 – Sejm PRL przyjął ustawę o obywatelstwie polskim. Likwidacja prawa do posiadania podwójnego obywatelstwa odebrała obywatelstwo emigrantom.
- 1963 – Premiera komedii filmowej Gangsterzy i filantropi w reżyserii Jerzego Hoffmana.
- 1971 – Rząd odwołał grudniowe podwyżki cen artykułów żywnościowych i podwyższył najniższe płace.
- 1972 – Sąd Wojewódzki w Warszawie skazał na kary pozbawienia wolności 9 oficerów MSW oskarżonych o udział w tzw. aferze „Zalew”.
- 1979 – W wyniku wybuchu gazu w warszawskiej Rotundzie PKO zginęło 49 osób, a około 100 zostało rannych. Budynek uległ zniszczeniu w 70%.
- 1980 – Zakończył się VIII Zjazd PZPR.
- 1983 – Powołano Generalną Dyrekcję Budowy Metra Warszawskiego.
- 1985 – Premiera filmu psychologiczno-obyczajowego Nadzór w reżyserii Wiesława Saniewskiego.
- 1989 – Sejm PRL przyjął ustawy o przywróceniu Narodowego Święta Niepodległości w dniu 11 listopada oraz utworzeniu Funduszu Obsługi Zadłużenia Zagranicznego (FOZZ).
- 2006 – Janusz Kochanowski został Rzecznikiem Praw Obywatelskich.
- 2014 – Telewizja Trwam i nowy kanał dla dzieci TVP ABC rozpoczęły nadawanie na pierwszym multipleksie naziemnej telewizji cyfrowej[3].

## Wydarzenia na świecie
- 399 p.n.e. – Grecki filozof Sokrates został skazany na karę śmierci poprzez wypicie trucizny.
- 438 – Komisja powołana przez cesarza Teodozjusza II wydała Kodeks Teodozjański.
- 1113 – Papież Paschalis II zatwierdził regułę zakonną joannitów.
- 1145 – Kardynał Bernardo da Pisa został wybrany na papieża i przyjął imię Eugeniusz III.
- 1575 – W katedrze w Reims odbył się ślub króla Francji Henryka III Walezego z Ludwiką Lotaryńską.
- 1611 – W odwecie za rzekome wspieranie wojsk biskupa pasawskiego w czasie ich inwazji na Czechy podburzony tłum napadł na klasztor franciszkański w Pradze i zamordował 14 zakonników.
- 1630 – Holendrzy zdobyli Olindę, rozpoczynając swą kolonizację północno-wschodniej Brazylii.
- 1637 – Król Niemiec Ferdynand III Habsburg został wybrany na cesarza rzymskiego.
- 1760 – W pobliżu Plymouth zatonął brytyjski okręt wojenny HMS „Ramillies”, w wyniku czego zginęło ponad 800 osób.
- 1763 – W Hubertusburgu zawarto drugi z traktatów pokojowych kończących wojnę siedmioletnią. Prusy zatrzymały Śląsk, August III Sas odzyskał Saksonię, a Austria otrzymała obietnicę wsparcia starań arcyksięcia Józefa II Habsburga (syna Marii Teresy) o koronę cesarską.
- 1764 – Założono miasto Saint Louis w Missouri.
- 1775 – Giovanni Angelo Braschi został wybrany na papieża i przyjął imię Pius VI.
- 1786 – Niemiecko-brytyjski astronom William Herschel odkrył Mgławicę Kocie Oko w gwiazdozbiorze Smoka.
- 1794 – Przyjęto obecny wzór flagi Francji.
- 1795 – Elektor Palatynatu Reńskiego i Bawarii Karol IV (II) Teodor Wittelsbach poślubił swoją drugą żonę Marię Leopoldynę Habsburg-Este.
- 1798:
  - Podczas posiedzenia Akademii Francuskiej chemik Nicolas-Louis Vauquelin poinformował o odkryciu berylu.
  - Po zajęciu Rzymu przez wojska francuskie utworzono Republikę Rzymską.
- 1835:
  - Koca Marković został premierem Serbii.
  - Książę Serbii Miłosz I Obrenowić założył teatr w Kragujevacu.
  - Uchwalono konstytucję Serbii.
- 1844 – W Berlinie otwarto budynek operowy Krolloper.
- 1845 – W mediolańskiej La Scali odbyła się premiera opery Joanna d’Arc Giuseppe Verdiego.
- 1855 – Prawie 700 osób zginęło w wyniku zatonięcia podczas sztormu fregaty „La Sémillante” w Cieśninie Świętego Bonifacego między Sardynią a Korsyką.
- 1867 – W Wiedniu odbyło się premierowe wykonanie chóralne walca Nad pięknym modrym Dunajem Johanna Straussa (syna).
- 1885 – Wojna chińsko-francuska: zwycięstwo Francuzów w bitwie morskiej pod Shipu.
- 1891 – W Sztokholmie założono klub piłkarski AIK Fotboll.
- 1894 – W ogrodzie Królewskiego Obserwatorium Astronomicznego w londyńskim Greenwich, w wyniku wybuchu przenoszonej przez siebie bomby został śmiertelnie ranny francuski anarchista Martial Bourdin.
- 1898 – W porcie w Hawanie doszło do wybuchu na amerykańskim pancerniku USS „Maine”, co stało się pretekstem do rozpoczęcia wojny amerykańsko-hiszpańskiej.
- 1899 – Niemieccy astronomowie Arnold Schwassmann i Max Wolf odkryli planetoidę (442) Eichsfeldia.
- 1901:
  - Giuseppe Zanardelli został premierem Włoch.
  - Założono peruwiański klub piłkarski Alianza Lima.
- 1902 – Otwarto pierwszy odcinek berlińskiego metra.
- 1908 – Zwodowano francuski niszczyciel „Hache”.
- 1914 – Założono urugwajski klub piłkarski Sud América Montevideo.
- 1915 – Założono urugwajski klub piłkarski Liverpool FC Montevideo.
- 1918 – I wojna światowa: w nocy z 15/16 lutego II Brygada Legionów Polskich pod dowództwem gen. Józefa Hallera, wchodząca w skład Polskiego Korpusu Posiłkowego, przebiła się przez front austriacko-rosyjski pod Rarańczą na Bukowinie w celu połączenia z oddziałami polskimi w Rosji. Był to protest przeciwko postanowieniom krzywdzącego Polaków traktatu brzeskiego, zawartego między państwami centralnymi a Ukraińską Republiką Ludową, oddającemu jej Chełmszczyznę i część Podlasia.
- 1922:
  - Brytyjski transatlantyk RMS „Homeric” wypłynął w swój dziewiczy rejs do Nowego Jorku.
  - Uchwalono konstytucję Łotwy.
- 1923 – Mocarstwa zachodnie zgodziły się przekazać Okręg Kłajpedy Litwie.
- 1926 – W mieście San Miguel w Salwadorze założono klub piłkarski CD Águila.
- 1932 – W amerykańskim Lake Placid zakończyły się III Zimowe Igrzyska Olimpijskie.
- 1933 – W Miami na Florydzie Giuseppe Zangara dokonał nieudanego zamachu na prezydenta elekta USA Franklina Delano Roosevelta. Ciężko ranny został towarzyszący prezydentowi burmistrz Chicago Anton Cermak, który zmarł 6 marca w szpitalu.
- 1934 – Minister spraw zagranicznych Józef Beck zakończył trzydniową wizytę w Moskwie.
- 1939 – Premiera amerykańskiego westernu Dyliżans w reżyserii Johna Forda.
- 1940 – Bogdan Fiłow został premierem Bułgarii.
- 1941:
  - W Santander w północnej Hiszpanii wybuchł pożar, który w ciągu dwóch dni strawił większość zabytkowej starówki, w tym katedrę.
  - Został sformowany Dywizjon 316 „Warszawski” lotnictwa myśliwskiego Polskich Sił Powietrznych w Wielkiej Brytanii.
- 1942:
  - Wojna na Pacyfiku: wojska japońskie zdobyły Singapur i Sumatrę.
  - W nieczynnej kopalni alabastru pod Artiomowskiem funkcjonariusze Einsatzgruppen zamordowali od 1,3 tys. do 3 tys. osób, w zdecydowanej większości Żydów.
- 1943 – Bitwa o Atlantyk: niemiecki okręt podwodny U-529 zatonął z nieznanych przyczyn na północnym Atlantyku wraz z 48-osobową załogą.
- 1944 – Kampania włoska: rozpoczęła się druga bitwa o Monte Cassino.
- 1946 – Dokonano oblotu amerykańskiego samolotu pasażersko-transportowego Douglas DC-6.
- 1947 – Douglas DC-4 kolumbijskich linii Avianca rozbił się o zbocze góry w pobliżu Bogoty, w wyniku czego zginęły wszystkie 53 osoby na pokładzie.
- 1949 – Chaim Weizman został pierwszym prezydentem Izraela.
- 1950:
  - Premiera amerykańskiego filmu animowanego Kopciuszek.
  - Premiera włosko-amerykańskiego dramatu filmowego Stromboli, ziemia bogów w reżyserii Roberta Rosselliniego.
- 1953 – Szwedzkie przedsiębiorstwo ASEA wyprodukowało pierwszy syntetyczny diament.
- 1959:
  - Antonio Segni został po raz drugi premierem Włoch.
  - W Danii powstała Socjalistyczna Partia Ludowa (SF).
- 1961 – W katastrofie lotniczej pod Brukselą (pierwszej z udziałem Boeinga 707) zginęły 72 osoby, w tym cała amerykańska ekipa lecąca na Mistrzostwa Świata w łyżwiarstwie figurowym w Pradze. Zawody odwołano.
- 1965 – Przyjęto nowy wzór flagi Kanady.
- 1970 – Krótko po starcie z Santo Domingo rozbił się mający lecieć do San Juan na Portoryko McDonnell Douglas DC-9 należący do linii Dominicana de Aviación, w wyniku czego zginęły wszystkie 102 osoby na pokładzie.
- 1971 – Wprowadzono podział funta szterlinga na 100 pensów. Do tej pory dzielił się on na 240 pensów, bądź na 20 szylingów.
- 1972 – Został obalony przez wojsko prezydent Ekwadoru José María Velasco, a jego miejsce zajął gen. Guillermo Rodríguez Lara.
- 1973 – Doradca prezydenta USA ds. bezpieczeństwa narodowego Henry Kissinger przybył z wizytą do Pekinu.
- 1974:
  - Ukazał się album Burn brytyjskiej grupy Deep Purple.
  - W Hongkongu powstała Niezależna Komisja Przeciw Korupcji.
- 1976:
  - Na Kubie odbyło się referendum ludowe w sprawie zaaprobowania nowej konstytucji.
  - Rozpoczęto produkcję radzieckiego samochodu ciężarowego Kamaz.
  - Zakończyły się XII Zimowe Igrzyska Olimpijskie w austriackim Innsbrucku.
- 1977:
  - Socjaldemokraci wygrali wybory parlamentarne w Danii.
  - W katastrofie samolotu Ił-18V w mieście Mineralne Wody w południowej Rosji zginęło 77 osób.
- 1978 – W mieście Pensacola na Florydzie został aresztowany seryjny morderca Ted Bundy.
- 1982:
  - Agatha Barbara została pierwszą kobietą-prezydentem Malty.
  - U wybrzeży kanadyjskiej Nowej Fundlandii przewróciła się w czasie sztormu platforma wiertnicza Ocean Ranger, w wyniku czego zginęła cała, 84-osobowa załoga.
- 1984 – Miftah al-Usta Umar został sekretarzem generalnym Powszechnego Kongresu Ludowego – prezydentem Libii.
- 1989 – Ostatnie oddziały armii radzieckiej opuściły Afganistan.
- 1990 – Argentyna i Wielka Brytania wznowiły stosunki dyplomatyczne zerwane podczas wojny o Falklandy.
- 1991 – Powstała Grupa Wyszehradzka.
- 1992 – Założono Kongres Polonii Niemieckiej.
- 1993 – Michal Kováč został wybrany przez parlament na pierwszego prezydenta Słowacji po rozpadzie Czeskiej i Słowackiej Republiki Federacyjnej.
- 1994:
  - Dokonano oblotu lekkiego śmigłowca wielozadaniowego Eurocopter EC135.
  - W Moskwie podpisano układ regulujący stosunki Republiki Tatarstanu z Federacją Rosyjską.
- 1995 – Haker Kevin Mitnick został aresztowany przez FBI.
- 1996 – I wojna czeczeńska: Pałac Prezydencki w Groznym został wysadzony przez siły rosyjskie.
- 1998 – We wsi Drawcza na Litwie 58-letni Polak Leonard Zawistonowicz, będąc w stanie niepoczytalności, zastrzelił 8 mieszkańców narodowości litewskiej.
- 1999 – Przywódca kurdyjski Abdullah Öcalan został ujęty przez tureckich komandosów w Kenii.
- 2000 – Mandé Sidibé został premierem Mali.
- 2001 – Opublikowano wyniki sekwencjonowania ludzkiego genomu.
- 2003:
  - W 600 miastach na całym świecie odbyły się protesty przeciwko inwazji na Irak. W tym największym w dziejach proteście antywojennym wzięło udział łącznie 8–30 mln osób.
  - Watykan udostępnił archiwa dyplomatyczne dotyczące stosunków z Niemcami w latach 1922–1939.
- 2005 – 210 osób zginęło w kopalni Sunjiawan koło miasta Fuxin w największej od 63 lat katastrofie górniczej w Chinach.
- 2007:
  - Ramzan Kadyrow, po dymisji Ału Ałchanowa, został p.o. prezydenta Czeczenii.
  - W Madrycie rozpoczął się proces 29 sprawców zamachów z 11 marca 2004 roku.
- 2008:
  - Po ponad 5 miesiącach od zaginięcia nad zachodnią Nevadą amerykański milioner i podróżnik Steve Fossett został urzędowo uznany za zmarłego.
  - Urzędujący prezydent Czech Václav Klaus został wybrany przez Zgromadzenie Narodowe na II kadencję.
- 2009 – 54,36% spośród głosujących w referendum obywateli Wenezueli opowiedziało się za zniesieniem limitu dwóch kadencji dla prezydenta kraju.
- 2010:
  - 18 osób zginęło, a 125 zostało rannych w katastrofie kolejowej w belgijskim Halle.
  - 24 indyjskich policjantów zginęło w wyniku ataku grupy maoistów w indyjskim stanie Bengal Zachodni.
  - Białoruska milicja zatrzymała 40 działaczy Związku Polaków na Białorusi.
- 2011 – Arabska wiosna: wybuchła wojna domowa w Libii.
- 2014:
  - Francuz Renaud Lavillenie podczas mityngu w Doniecku ustanowił wynikiem 6,16 m halowy rekord świata w skoku o tyczce, poprawiając o 1 cm rezultat Serhija Bubki z 1993 roku.
  - Podczas XXII Zimowych Igrzysk Olimpijskich w Soczi złote medale dla Polski zdobyli: Zbigniew Bródka w biegu łyżwiarskim na 1500 m i Kamil Stoch w konkursie skoków narciarskich na dużej skoczni.
- 2015 – Podczas zawodów Pucharu Świata na skoczni mamuciej Vikersundbakken w norweskim Vikersund reprezentant gospodarzy Anders Fannemel ustanowił nieoficjalny rekord świata długości skoku (251,5 m.)
- 2020 – Kapituła Metropolitalna Archidiecezji Utrechtu wybrała ks. Bernda Walleta na arcybiskupa Utrechtu oraz przewodniczącego Międzynarodowej Konferencji Biskupów Starokatolickich i Unii Utrechckiej Kościołów Starokatolickich[4].
- 2022 – Hiszpański trawler rybacki „Villa de Pitanxo” zatonął u wybrzeży Nowej Fundlandii i Labradoru w Kanadzie, w wyniku czego zginęło wszystkich 21 członków załogi.

## Eksploracja kosmosui zdarzenia astronomiczne
- 2011 – Amerykańska sonda Stardust przeleciała w odległości 178 km od komety Tempel 1.
- 2013:
  - Planetoida (367943) Duende o średnicy około 50 m minęła Ziemię w odległości 27 675 km.
  - W wyniku eksplozji meteoroidu nad Uralem i wywołanej nią fali uderzeniowej rannych zostało około 1500 osób. Meteoroid miał około 20 m średnicy, jego eksplozja wyzwoliła energię równoważną 600 tysiącom ton trotylu, a na Ziemię spadło 4-6 ton meteorytów.

## Urodzili się
- 1355 – Piotr Gambacorta, włoski zakonnik, błogosławiony (zm. 1435)
- 1368 – (lub 14 lutego) Zygmunt Luksemburski, król Niemiec, Czech, Węgier i Włoch, cesarz rzymski (zm. 1437)
- 1377 – Władysław I, król Neapolu (zm. 1414)
- 1458 – Iwan Młodszy, władca Tweru (zm. 1490)
- 1472 – Piotr II Medyceusz, władca Florencji (zm. 1503)
- 1487 – Henryk Wittelsbach, książę Palatynatu, duchowny katolicki, biskup Wormacji, Utrechtu i Fryzyngi (zm. 1552)
- 1506 – Juliana van Stolberg, holenderska hrabina (zm. 1580)
- 1534 – Aleksander Sauli, włoski duchowny katolicki, biskup Alérii i Pawii, święty (zm. 1592)
- 1549 – Barnim X Młodszy, książę szczeciński (zm. 1603)
- 1557 – Alfonso Fontanelli, włoski kompozytor, pisarz, dyplomata (zm. 1622)
- 1562 – Toshinaga Maeda, samurai, daimyō (zm. 1614)
- 1564 – Galileusz, włoski filozof, fizyk, astronom (zm. 1642)
- 1571 – Michael Praetorius, niemiecki kompozytor, kapelmistrz, organista (zm. 1621)
- 1589 – Jonten Gjaco, IV Dalajlama (zm. 1617)
- 1612 – Paul Chomedey de Maissonneuve, francuski dowódca wojskowy, założyciel Montrealu (zm. 1676)
- 1654 – Aleksy Romanow, rosyjski carewicz, następca tronu (zm. 1670)
- 1687 – Philippe-Charles de La Fare, francuski arystokrata, dowódca wojskowy, dyplomata (zm. 1752)
- 1697 – Vito Maria Amico, włoski zakonnik, pisarz, historyk (zm. 1762)
- 1704 – Jean-Baptiste Lemoyne, francuski rzeźbiarz (zm. 1778)
- 1705 – Charles André van Loo, francuski malarz (zm. 1765)
- 1710 – Ludwik XV, król Francji (zm. 1774)
- 1726 – Abraham Clark, amerykański polityk (zm. 1794)
- 1728 – Klaudiusz Colin, francuski duchowny katolicki, męczennik, błogosławiony (zm. 1792)
- 1735 – Maria Krystyna Wettyn, królewna polska, księżniczka Saksonii (zm. 1782)
- 1740 – (data chrztu) Ernst Eichner, niemiecki kompozytor, fagocista, skrzypek (zm. 1777)
- 1748:
  - Jeremy Bentham, brytyjski prawnik, filozof, ekonomista (zm. 1832)
  - John Marshall, brytyjski żeglarz, odkrywca (zm. 1819)
- 1751 – Johann Heinrich Wilhelm Tischbein, niemiecki malarz (zm. 1829)
- 1761 – Luiza Henrietta Karolina z Hesji-Darmstadt, wielka księżna Hesji i Renu (zm. 1829)
- 1764 – Jens Baggesen, duński poeta, prozaik (zm. 1826)
- 1768 – Samuel Genersich, spiskoniemiecki lekarz, botanik (zm. 1844)
- 1770 – Ferdinand von Wintzingerode, niemiecki arystokrata, dowódca wojskowy (zm. 1818)
- 1776 – (lub 28 lutego) Jean-Pierre Boyer, haitański generał, polityk, prezydent Haiti (zm. 1850)
- 1782 – William Miller, amerykański kaznodzieja baptystyczny (zm. 1849)
- 1792 – Fryderyk Florian Skarbek, polski ekonomista, pisarz, historyk, działacz społeczny i polityczny (zm. 1866)
- 1796 – John Bell, amerykański polityk (zm. 1869)
- 1797:
  - Piotr Anjou, rosyjski admirał pochodzenia francuskiego (zm. 1869)
  - Étienne-Jean-François Le Herpeur, francuski duchowny katolicki, biskup Martyniki (zm. 1858)
  - Henry E. Steinway, niemiecko-amerykański przemysłowiec (zm. 1871)
- 1798 – Jean Étienne Duby, szwajcarski pastor, botanik, mykolog (zm. 1885)
- 1799 – Piotr Steinkeller, polski przedsiębiorca, bankowiec pochodzenia austriackiego (zm. 1854)
- 1801 – Giuseppe Luigi Trevisanato, włoski duchowny katolicki, patriarcha Wenecji, kardynał (zm. 1877)
- 1803:
  - Ludwig Persius, pruski architekt (zm. 1845)
  - John Sutter, amerykański pionier Dzikiego Zachodu pochodzenia szwajcarskiego (zm. 1880)
- 1808 – Karl Friedrich Lessing, niemiecki malarz (zm. 1880)
- 1809 – Cyrus Hall McCormick, amerykański wynalazca (zm. 1884)
- 1810:
  - Carmine Gori-Merosi, włoski kardynał (zm. 1886)
  - Giovanni Lanza, włoski polityk, premier Włoch (zm. 1882)
  - Mary S.B. Shindler, amerykańska poetka (zm. 1883)
- 1811 – Domingo Faustino Sarmiento, argentyński historyk, pisarz, polityk, prezydent Argentyny (zm. 1888)
- 1813:
  - Salomon Drejer, duński botanik (zm. 1842)
  - Persida Karadziordziewić, serbska księżna (zm. 1873)
- 1815:
  - Rufus Wilmot Griswold, amerykański dziennikarz, wydawca, antologista, krytyk literacki, poeta (zm. 1857)
  - Germain Sommeiller, francuski inżynier (zm. 1871)
- 1817:
  - Charles-François Daubigny, francuski malarz, grafik, litograf, ilustrator (zm. 1878)
  - Robert Angus Smith, szkocki chemik (zm. 1884)
- 1818 – Józef Walenty Komorowski, polski aktor (zm. 1858)
- 1819 – Antoni Golejewski, polski ziemianin, polityk (zm. 1893)
- 1820:
  - Susan B. Anthony, amerykańska sufrażystka (zm. 1906)
  - Arvid Posse, szwedzki polityk, premier Szwecji (zm. 1901)
- 1823 – Li Hongzhang, chiński wojskowy, dyplomata, polityk (zm. 1901)
- 1826 – George Johnstone Stoney, irlandzki fizyk, astronom (zm. 1911)
- 1827 – Polikarp Girsztowt, polski lekarz chirurg, wydawca (zm. 1877)
- 1828 – Faustyn Juliusz Cengler, polski rzeźbiarz (zm. 1886)
- 1830 – Edward Józef Rosaz, włoski duchowny katolicki, biskup Susy, błogosławiony (zm. 1903)
- 1831:
  - Adolf Deucher, szwajcarski polityk, prezydent Szwajcarii (zm. 1912)
  - Josef Hlávka, czeski architekt, filantrop (zm. 1908)
- 1834 – Paul Guigou, francuski malarz (zm. 1871)
- 1835:
  - William Watson Ogilvie, kanadyjski oficer milicji, przedsiębiorca (zm. 1900)
  - Dimitrios Wikielas, grecki przedsiębiorca, pisarz, działacz sportowy (zm. 1908)
- 1838 – Cesare Sambucetti, włoski duchowny katolicki, arcybiskup, nuncjusz apostolski (zm. 1911)
- 1840 – Titu Maiorescu, rumuński krytyk literacki, polityk (zm. 1917)
- 1841 – Manuel Ferraz de Campos Sales, brazylijski polityk, prezydent Brazylii (zm. 1913)
- 1844 – A.J. Lanterman, amerykański lekarz (zm. 1898)
- 1845 – Elihu Root, amerykański polityk, dyplomata, sekretarz stanu, laureat Pokojowej Nagrody Nobla (zm. 1937)
- 1847 – Robert Fuchs, austriacki kompozytor, pedagog (zm. 1927)
- 1852 – Samuel Goldflam, polski internista, neurolog (zm. 1932)
- 1853:
  - Piotr Kołodziej, polski pisarz ludowy, działacz społeczno-kulturalny i oświatowy na Górnym Śląsku (zm. 1931)
  - Frederick Treves, brytyjski arystokrata, chirurg (zm. 1923)
- 1854 – Stanisław Zdzitowiecki, polski duchowny katolicki, biskup kujawsko-kaliski (zm. 1927)
- 1857 – Ludwik Przedborski, polski lekarz laryngolog, działacz społeczny i oświatowy pochodzenia żydowskiego (zm. 1911)
- 1858 – William Henry Pickering, amerykański astronom (zm. 1938)
- 1861:
  - Charles Édouard Guillaume, szwajcarski fizyk, laureat Nagrody Nobla (zm. 1938)
  - Alfred Whitehead, brytyjski matematyk, filozof (zm. 1947)
- 1864 – Bronisław Koraszewski, polski działacz narodowy na Śląsku Opolskim (zm. 1924)
- 1866 – Nora O’Mahony, irlandzka poetka, pisarka (zm. 1954)
- 1869:
  - Allan Brooks, kanadyjski ornitolog (zm. 1946)
  - Lew Drozdowski, rosyjski i ukraiński generał (zm. 1951)
- 1870 – Alice Reichert, żydowska poetka, malarka, pamiętnikarka i działaczka społeczna (zm. 1942)
- 1872 – Konrad Krzyżanowski, polski malarz (zm. 1922)
- 1873 – Hans von Euler-Chelpin, szwedzki chemik, laureat Nagrody Nobla pochodzenia niemieckiego (zm. 1964)
- 1874 – Ernest Shackleton, irlandzki podróżnik, odkrywca, badacz Antarktydy (zm. 1922)
- 1876 – Ksawery Zakrzewski, polski lekarz, społecznik, działacz niepodległościowy (zm. 1915)
- 1877 – (lub 12 lutego) Louis Renault, francuski inżynier, konstruktor samochodów, pionier motoryzacji (zm. 1944)
- 1879 – Fryderyk Franciszek Hohenlohe-Waldenburg-Schillingsfürst, niemiecki arystokrata (zm. 1958)
- 1882 – John Barrymore, amerykański aktor (zm. 1942)
- 1883 – Fritz Gerlich, niemiecki dziennikarz (zm. 1934)
- 1884 – Mieczysław Norwid-Neugebauer, polski generał dywizji, polityk, minister robót publicznych (zm. 1954)
- 1886 – Dick Bergström, szwedzki żeglarz sportowy (zm. 1952)
- 1887:
  - Jerzy Cegielski, polski oficer (zm. 1940)
  - Jerzy Rygier, polski aktor, reżyser teatralny i filmowy (zm. 1952)
- 1890:
  - Robert Ley, niemiecki polityk nazistowski, zbrodniarz wojenny (zm. 1945)
  - Eva Liebenberg, niemiecka śpiewaczka operowa (kontralt) (zm. 1971)
  - Szymon Pullman, polski skrzypek, dyrygent, kameralista, pedagog pochodzenia żydowskiego (zm. 1942)
- 1891 – Dino Borgioli, włoski śpiewak operowy (tenor) (zm. 1960)
- 1892:
  - Ida Braunerówna, polska rzeźbiarka, malarka, graficzka pochodzenia żydowskiego (zm. 1949)
  - James Forrestal, amerykański polityk (zm. 1949)
- 1894:
  - Faustyn Kulczycki, polski kompozytor, dyrygent, pedagog (zm. 1960)
  - Wincenty Rusiecki, polski podpułkownik piechoty (zm. 1939)
- 1896 – Arthur Shields, irlandzki aktor (zm. 1970)
- 1897 – Julian Ptaszyński, polski oficer kawalerii (zm. 1931)
- 1898:
  - Masuji Ibuse, japoński pisarz (zm. 1993)
  - Totò, włoski aktor, pisarz, kompozytor (zm. 1967)
- 1899:
  - Georges Auric, francuski kompozytor, krytyk muzyczny (zm. 1983)
  - Gale Sondergaard, amerykańska aktorka (zm. 1985)
- 1900 – Ray Casey, amerykański tenisista (zm. 1986)
- 1901:
  - Siergiej Bobruk, radziecki generał porucznik (zm. 1962)
  - Marian Bohusz-Szyszko, polski malarz (zm. 1995)
  - Brendan Bracken, brytyjski arystokrata, polityk pochodzenia irlandzkiego (zm. 1958)
  - Władysław Orlewski, polski lekarz, polityk, poseł na Sejm PRL (zm. 1984)
  - André Parrot, francuski archeolog (zm. 1980)
- 1904:
  - Łarisa Aleksandrowska, białoruska śpewaczka operowa, reżyserka (zm. 1980)
  - Antonin Magne, francuski kolarz szosowy i torowy (zm. 1983)
  - Juliusz Willaume, polski historyk, wykładowca akademicki, polityk (zm. 1980)
- 1905:
  - Harold Arlen, amerykański kompozytor (zm. 1986)
  - Iwan Portnow, radziecki generał major, funkcjonariusz organów bezpieczeństwa (zm. 1966)
  - Apowen Rostomian, radziecki sierżant (zm. 1945)
  - François Seydoux de Clausonne, francuski dyplomata, polityk (zm. 1981)
- 1906:
  - Musa Cälil, radziecki żołnierz, poeta tatarskojęzyczny (zm. 1944)
  - Jakob Nacken, niemiecki artysta cyrkowy (zm. 1987)
  - Jerzy Osiński, polski pilot balonowy, dziennikarz, publicysta (zm. 1982)
  - Jan Pijnenburg, holenderski kolarz szosowy i torowy (zm. 1979)
  - Shigemaru Takenokoshi, japoński piłkarz (zm. 1980)
- 1907:
  - Célestin Delmer, francuski piłkarz (zm. 1996)
  - Aleksander Dzwonkowski, polski aktor (zm. 1977)
  - Zygmunt Leśnodorski, polski nauczyciel, literat, krytyk i historyk literatury, teatrolog (zm. 1953)
  - Cesar Romero, amerykański aktor pochodzenia kubańskiego (zm. 1994)
- 1908:
  - Gösta Brodin, szwedzki żeglarz sportowy (zm. 1979)
  - Sidney Gilliat, brytyjski reżyser filmowy (zm. 1994)
  - Nikołaj Kułakow, radziecki wiceadmirał (zm. 1976)
  - Siemion Nowikow, radziecki polityk (zm. 1978)
- 1909:
  - Miep Gies, Holenderka pochodzenia austriackiego, Sprawiedliwa wśród Narodów Świata (zm. 2010)
  - Guillermo Gorostiza, hiszpański piłkarz, trener narodowości baskijskiej (zm. 1966)
- 1910:
  - Henryk Fiszel, polski ekonomista pochodzenia żydowskiego (zm. 1972)
  - Irena Sendlerowa, polska działaczka społeczna i charytatywna, Sprawiedliwa wśród Narodów Świata (zm. 2008)
  - Alexander Uninsky, rosyjski emigracyjny pianista, wykładowca akademicki (zm. 1972)
- 1912:
  - Tadeusz Diatłowicki. polski działacz komunistyczny (zm. 1958)
  - Pietro Ferraris, włoski piłkarz (zm. 1991)
- 1913:
  - Erich Eliskases, austriacko-argentyński szachista (zm. 1997)
  - Lester Sumrall, amerykański kaznodzieja protestancki, pisarz (zm. 1996)
  - Bolesław Kazimierz Turzański, polski porucznik pilot (zm. 2004)
- 1914:
  - Thomas Hale Boggs Sr., amerykański prawnik, polityk (zm. 1972)
  - Kazimierz Klimczak, polski pułkownik, żołnierz AK, uczestnik powstania warszawskiego (zm. 2023)
  - Kevin McCarthy, amerykański aktor (zm. 2010)
- 1915:
  - Max Liebster, niemiecki kupiec, pisarz, więzień obozów koncentracyjnych pochodzenia żydowskiego (zm. 2008)
  - Antoni Mierzwiński, polski inżynier rolnik, polityk, minister skupu (zm. 1997)
  - Fiodor Mieszkow, radziecki polityk (zm. 1987)
- 1916:
  - Hugh Seton-Watson, brytyjski historyk, wykładowca akademicki (zm. 1984)
  - Dingiri Banda Wijetunge, lankijski polityk, premier i prezydent Sri Lanki (zm. 2008)
- 1917:
  - Gösta Andersson, szwedzki zapaśnik (zm. 1975)
  - Emilio Bulgarelli, włoski piłkarz wodny (zm. 1993)
- 1918:
  - Allan Arbus, amerykański aktor pochodzenia żydowskiego (zm. 2013)
  - Janina Boniakowska, polska poetka ludowa (zm. 2011)
  - Timofiej Gużenko, radziecki polityk (zm. 2008)
  - Hank Locklin, amerykański piosenkarz country, autor tekstów (zm. 2009)
  - Henryk Ossowski, polski podchorąży (zm. 1981)
- 1919:
  - Mieczysław Sienkiewicz, polski piłkarz, hokeista (zm. 1975)
  - Czesław Waryszak, polski generał dywizji (zm. 1979)
- 1920:
  - Wiesław Gruszkowski, polski architekt, urbanista (zm. 2018)
  - Endicott Peabody, amerykański polityk (zm. 1997)
  - Anne-Catharina Vestly, norweska autorka literatury dziecięcej (zm. 2008)
- 1921 – Viktors Tjaguņenko, łotewski żużlowiec, kierowca wyścigowy (zm. 2013)
- 1922:
  - John B. Anderson, amerykański polityk (zm. 2017)
  - Muhammetnazar Gapurow, radziecki i turkmeński polityk (zm. 1999)
  - Éva Karakas, węgierska szachistka (zm. 1995)
  - Aleksander Papiernik, polski polityk, poseł na Sejm PRL (zm. 1991)
  - Jožef Smej, słoweński duchowny katolicki, biskup pomocniczy Mariboru (zm. 2020)
- 1923:
  - Jelena Bonner, rosyjska lekarka, obrończyni praw człowieka (zm. 2011)
  - Szelomo Kohen-Cidon, izraelski prawnik, polityk (zm. 2012)
  - Reginald Palmer, grenadyjski nauczyciel, polityk, gubernator generalny Grenady (zm. 2016)
- 1924:
  - John Francis, szkocki pisarz tworzący w esperanto, tłumacz (zm. 2012)
  - Helmut Oberlander, niemiecki funkcjonariusz i zbrodniarz nazistowski  (zm. 2021)
  - Sławomir Sierecki, polski pisarz (zm. 2012)
- 1925:
  - Kostas Birulis, litewski inżynier, polityk (zm. 2004)
  - Maria Homerska, polska aktorka (zm. 2010)
  - Nestor Jacono, maltański lekkoatleta, sprinter, działacz sportowy (zm. 2014)
  - Jerome Waldie, amerykański polityk (zm. 2009)
- 1926:
  - António de Almeida Santos, portugalski prawnik, polityk (zm. 2016)
  - Muhammad al-Badr, ostatni imam zajdytów i król Jemenu Północnego (zm. 1996)
  - Saturnin Borowiec, polski profesor nauk rolniczych w zakresie gleboznawstwa i ekologii, wykładowca akademicki (zm. 2016)
  - Jerzy Tarnawski, polski architekt (zm. 2025)
- 1927:
  - Henryk Dąbrowski, polski architekt, malarz, grafik, wykładowca akademicki (zm. 2006)
  - Markéta Götz-Stankiewicz, kanadyjska germanistka, wykładowczyni akademicka pochodzenia żydowskiego (zm. 2022)
  - Harvey Korman, amerykański aktor pochodzenia żydowskiego (zm. 2008)
  - Carlo Maria Martini, włoski duchowny katolicki, jezuita, arcybiskup Mediolanu, kardynał (zm. 2012)
- 1928:
  - Cezary Chlebowski, polski pisarz, historyk, publicysta (zm. 2013)
  - Roger Marie Froment, francuski duchowny katolicki, biskup Tulle (zm. 2006)
  - Eno Raud, estoński pisarz (zm. 1996)
- 1929:
  - Graham Hill, brytyjski kierowca wyścigowy (zm. 1975)
  - James Schlesinger, amerykański polityk (zm. 2014)
- 1930:
  - Jean Bonfils, francuski duchowny katolicki, arcybiskup Nicei
  - Robert Mulvee, amerykański duchowny katolicki, biskup Providence (zm. 2018)
  - Włodzimierz Saar, polski aktor (zm. 1998)
  - Georg Zur, niemiecki duchowny katolicki, arcybiskup, nuncjusz apostolski (zm. 2019)
- 1931:
  - Claire Bloom, brytyjska aktorka
  - Jurij Osipjan, rosyjski fizyk (zm. 2008)
  - Janusz Wyżnikiewicz, polski architekt (zm. 2019)
- 1932:
  - Voitto Hellsten, fiński lekkoatleta, sprinter (zm. 1998)
  - Jean-Pierre Schmitz, luksemburski kolarz szosowy (zm. 2017)
- 1933:
  - Kelvin Felix, dominicki duchowny katolicki, arcybiskup Castries na Saint Lucia, kardynał (zm. 2024)
  - Władimir Sawczenko, ukraiński pisarz science fiction (zm. 2005)
- 1934:
  - Krystyna Ejsmont, polska pielęgniarka, polityk, poseł na Sejm PRL (zm. 2024)
  - Paul Ekman, amerykański psycholog pochodzenia żydowskiego
  - Teresa Lebiedzińska-Torbus, polska lekarka, polityk, poseł na Sejm PRL (zm. 1991)
  - Niklaus Wirth, szwajcarski elektronik, informatyk (zm. 2024)
- 1935:
  - Susan Brownmiller, amerykańska dziennikarka, feministka, pisarka (zm. 2025)
  - Roger Chaffee, amerykański pilot wojskowy, inżynier, astronauta (zm. 1967)
  - Kazimierz Doktór, polski socjolog, wykładowca akademicki, piłkarz, działacz sportowy (zm. 2016)
  - Andrzej Wiszniewski, polski inżynier elektryk, polityk, minister nauki
- 1936:
  - Jean-Gabriel Albicocco, francuski reżyser filmowy (zm. 2001)
  - Helena Dziadowiec, polska biolog, gleboznawczyni, wykładowczyni akademicka (zm. 2020)
- 1937:
  - Raymundo Damasceno Assis, brazylijski duchowny katolicki, arcybiskup metropolita Aparecidy, kardynał
  - Terry Everett, amerykański polityk (zm. 2024)
  - Jacek Kucharzewski, polski architek, urbanista, samorządowiec, prezydent Opola (zm. 2009)
  - Coen Moulijn, holenderski piłkarz (zm. 2011)
  - Henryk Pająk, polski pisarz
- 1938:
  - Diana Deutsch, brytyjsko-amerykańska psycholog
  - Tadeusz Wieczorek, polski aktor (zm. 2016)
  - Toni Zweifel, szwajcarski działacz Opus Dei, Sługa Boży (zm. 1989)
- 1939:
  - Ole Ellefsæter, norweski biegacz narciarski (zm. 2022)
  - Robert Hansen, amerykański seryjny morderca (zm. 2014)
  - William Van Horn, amerykański rysownik komiksowy
  - Eugeniusz Lerch, polski piłkarz, trener (zm. 2024)
- 1940:
  - Lokendra Bahadur Chand, nepalski polityk, premier Nepalu
  - Sofroniusz (Dmytruk), ukraiński biskup prawosławny (zm. 2020)
  - Władysław Głowa, polski duchowny i teolog katolicki, wykładowca akademicki
  - Ryszard Łabanowski, łotewski dziennikarz, tłumacz, polityk pochodzenia polskiego (zm. 2022)
  - Vaino Vahing, estoński psychiatra, pisarz (zm. 2008)
  - Ants Vaino, estoński kierowca wyścigowy (zm. 1971)
  - Franco Valle, włoski bokser (zm. 2003)
- 1941:
  - Leif Blomberg, szwedzki związkowiec, polityk (zm. 1998)
  - Józef Korpanty, polski filolog klasyczny, językoznawca, historyk starożytności (zm. 2021)
  - Antoni Woryna, polski żużlowiec (zm. 2001)
- 1942:
  - László Hammerl, węgierski strzelec sportowy (zm. 2024)
  - Sadou Hayatou, kameruński polityk, minister, premier Kamerunu (zm. 2019)
  - Alojzy Lysko, polski pisarz, pedagog, samorządowiec, polityk, poseł na Sejm RP
  - Piotr Pawlusiak, polski skoczek narciarski, trener (zm. 2017)
  - Władysław Trebunia-Tutka, polski artysta plastyk, malarz, muzyk, członek zespołu Trebunie-Tutki (zm. 2012)
- 1943:
  - Heinz Josef Algermissen, niemiecki duchowny katolicki, biskup Fuldy
  - Griselda Blanco, kolumbijska baronka narkotykowa (zm. 2012)
  - France Cukjati, słoweński polityk
  - Ewa Michnik, polska dyrygentka, pedagog
- 1944:
  - Dżochar Dudajew, czeczeński wojskowy, polityk, prezydent Czeczeńskiej Republiki Iczkerii (zm. 1996)
  - Aleksandr Sieriebrow, rosyjski kosmonauta (zm. 2013)
- 1945:
  - Christine Edzard, francuska reżyserka filmowa
  - John Helliwell, amerykański muzyk rockowy
  - Douglas Hofstadter, amerykański pisarz
  - Edward Vesala, fiński perkusista jazzowy (zm. 1999)
- 1946:
  - Matthieu Ricard, francuski biochemik, pisarz, fotograf, mnich buddyjski
  - Petyr Stojczew, bułgarski bokser
  - Joaquín Sucunza, argentyński duchowny katolicki, biskup pomocniczy Buenos Aires
  - John Trudell, amerykański działacz społeczno-polityczny, poeta, prozaik, muzyk, aktor (zm. 2015)
- 1947:
  - John Adams, amerykański kompozytor
  - Marisa Berenson, amerykańska aktorka
  - Wiktor Bielenko, rosyjski pilot wojskowy
  - Rusty Hamer, amerykański aktor (zm. 1990)
  - Dagmar Käsling, niemiecka lekkoatletka, sprinterka
  - Andrzej Maria Marczewski, polski reżyser teatralny, scenarzysta, dramaturg (zm. 2020)
- 1948:
  - Janina Jóźwiak, polska ekonomistka, wykładowczyni akademicka (zm. 2016)
  - Radislav Krstić, serbski generał, zbrodniarz wojenny
  - Seiji Ōko, japoński siatkarz
  - Art Spiegelman, amerykański rysownik pochodzenia żydowskiego
- 1949:
  - Anura Bandaranaike, lankijski polityk (zm. 2008)
  - Jerzy Horwath, polski pianista, kompozytor, producent muzyczny (zm. 2018)
  - Stefan Weliczkow, bułgarski piłkarz
- 1950:
  - Demetrio Fernández González, hiszpański duchowny katolicki, biskup Kordoby
  - Billy Ficca, amerykański perkusista, członek zespołów: The Neon Boys, The Waitresses, Television i The Washington Squares
  - Tsui Hark, hongkoński aktor, reżyser i producent filmowy
  - Berthold Huber, niemiecki związkowiec, polityk
  - Waldemar Jędryka, polski przedsiębiorca, polityk, poseł na Sejm RP
  - Florian Kulczyński, polski lekkoatleta, młociarz
  - Halina Manikowska, polska historyk mediewistka, wykładowczyni akademicka
  - Natalija Zarudna, ukraińska polityk, dyplomatka
- 1951:
  - Markku Alén, fiński kierowca rajdowy
  - Erich Burgener, szwajcarski piłkarz, bramkarz
  - Mierab Czigojew, osetyjski prawnik, milicjant, polityk, premier Osetii Południowej (zm. 2016)
  - Richard Dallest, francuski kierowca wyścigowy
  - Ryszard Górecki, polski profesor nauk rolniczych, polityk, senator RP
  - Linda Grant, brytyjska pisarka, publicystka pochodzenia żydowskiego
  - Andrzej Górak, polski profesor nauk technicznych
  - Jadwiga Jankowska-Cieślak, polska aktorka (zm. 2025)
  - Jane Seymour, brytyjska aktorka, producentka filmowa i telewizyjna
  - Walter Steiner, szwajcarski skoczek narciarski
  - Mustafa Abu Szakur, libijski polityk
  - Corey Yuen, hongkoński aktor, kaskader, reżyser i producent filmowy
- 1952:
  - George Antonysamy, indyjski duchowny katolicki, arcybiskup Madrasu i Myliaporu
  - Andrzej Gąsienica-Makowski, polski samorządowiec, polityk, starosta tatrzański, poseł na Sejm RP
  - Paweł Pitera, polski reżyser filmów fabularnych i dokumentalnych, scenarzysta, tłumacz
  - Nikołaj Sorokin, rosyjski aktor (zm. 2013)
- 1953:
  - Henry Glaß, niemiecki skoczek narciarski
  - Jarmila Nygrýnová, czeska lekkoatletka, skoczkini w dal (zm. 1999)
  - Miloslav Ransdorf, czeski filozof, polityk (zm. 2016)
  - Josef Schmid, niemiecki lekkoatleta, średniodystansowiec
  - Adam Tomasiak, polski wioślarz
- 1954:
  - Matt Groening, amerykański twórca filmów animowanych, producent telewizyjny, pisarz
  - Joãozinho, brazylijski piłkarz
  - Piotr Pręgowski, polski aktor, piosenkarz, samorządowiec
- 1955:
  - Janice Dickinson, amerykańska modelka, aktorka, fotografka
  - Lech Mażewski, polski prawnik, polityk, poseł na Sejm RP
  - Christopher McDonald, amerykański aktor
  - Zbigniew Stankiewicz, łotewski duchowny katolicki, arcybiskup metropolita Rygi i prymas Łotwy
  - Wojciech Zieliński, polski muzyk, kompozytor, dyrygent
- 1956:
  - Urszula Gierszon, polska poetka, pisarka, malarka, rzeźbiarka
  - Gregory Kelly, amerykański duchowny katolicki, biskup pomocniczy Dallas
- 1957:
  - David Langan, irlandzki piłkarz
  - Jake E. Lee, amerykański kompozytor, gitarzysta heavymetalowy i klasyczny
  - Shahriar Mandanipour, irański pisarz
  - Jordi Rebellón, hiszpański aktor (zm. 2021)
- 1958:
  - Dżasim Bahman, kuwejcki piłkarz, bramkarz
  - Curtis Cheek, amerykański brydżysta (zm. 2024)
  - Juan Mario Gómez Esteban, hiszpański szachista
  - Mark Hebden, brytyjski szachista
- 1959:
  - Rafael Amador, meksykański piłkarz (zm. 2018)
  - Ali Campbell, brytyjski wokalista, gitarzysta, członek zespołu UB40
  - Zdzisław Czucha, polski polityk, samorządowiec, poseł na Sejm RP, burmistrz Kościerzyny
- 1960:
  - Waldemar Borczyk, polski przedsiębiorca, polityk, poseł na Sejm RP
  - Mikey Craig, brytyjski muzyk, członek zespołu Culture Club
  - Mariusz P. Dąbrowski, polski fizyk teoretyk
  - Berislav Grgić, chorwacki duchowny katolicki, prałat terytorialny Tromsø w Norwegii
  - Jock Hobbs, nowozelandzki rugbysta, trener (zm. 2012)
  - Bjørg Eva Jensen, norweska łyżwiarka szybka
  - Roman Kostrzewski, polski muzyk, wokalista, autor tekstów, członek zespołów: Kat, Alkatraz i Kat & Roman Kostrzewski (zm. 2022)
  - Margeir Pétursson, islandzki szachista
  - Filip Zylber, polski aktor, reżyser i scenarzysta filmowy
- 1961:
  - Marc Benninga, holenderski hokeista na trawie
  - Sawas Kofidis, grecki piłkarz
  - Robert Szopiński, polski hokeista, trener
  - Martin Toporek, austriacki lekkoatleta, chodziarz
- 1962:
  - Milo Đukanović, czarnogórski polityk, premier Czarnogóry
  - Wołodymyr Dyky, ukraiński piłkarz, trener (zm. 2021)
  - Srettha Thavisin, tajski przedsiębiorca, polityk
  - Daniel Wyder, szwajcarski kolarz szosowy i torowy
- 1963:
  - Oğuz Çetin, turecki piłkarz, trener
  - Andriej Kurajew, rosyjski duchowny i teolog prawosławny
  - Miguel Segura, kostarykański piłkarz, bramkarz
  - Lucia Vuolo, włoska polityk, eurodeputowana
  - Uwe Wünsch, niemiecki biegacz narciarski
- 1964:
  - Chris Farley, amerykański aktor (zm. 1997)
  - Leland Melvin, amerykański astronauta
  - Mark Price, amerykański koszykarz
- 1965:
  - Tom Fridley, amerykański aktor
  - Jarosław Matusiak, polski piłkarz, bramkarz, trener
  - Anne Meygret, francuska florecistka
  - Gustavo Quinteros, boliwijski piłkarz pochodzenia argentyńskiego
  - Kathleen Rice, amerykańska polityk, kongreswoman
  - Dirk Schlächter, niemiecki basista rockowy
  - Siergiej Tarasow, rosyjski biathlonista
- 1966:
  - Stephen Ackles, norweski piosenkarz, pianista, autor tekstów (zm. 2023)
  - Dominique Blanchet, francuski duchowny katolicki, biskup Belfort-Montbéliard
  - Roman Kosecki, polski piłkarz, działacz piłkarski, polityk, poseł na Sejm RP
  - Kim Myers, amerykańska aktorka
  - Aleksandr Pumane, rosyjski oficer marynarki wojennej (zm. 2004)
- 1967:
  - Michael Easton, amerykański aktor, reżyser telewizyjny, poeta, fotograf
  - Ken Frost, duński kolarz torowy
  - Syed Kamall, brytyjski inżynier, polityk pochodzenia hinduskiego
  - Grzegorz Olszowski, polski duchowny katolicki, biskup pomocniczy katowicki
  - Maximilian Sciandri, włoski kolarz szosowy
  - Craig Simpson, kanadyjski hokeista
- 1968:
  - Tomas Svensson, szwedzki piłkarz ręczny, bramkarz
  - Gloria Trevi, meksykańska piosenkarka, autorka tekstów
  - Patrick Wolff, amerykański szachista, trener
- 1969:
  - Anja Andersen, duńska piłkarka ręczna, trenerka
  - Birdman, amerykański raper
  - Juan Carlos Burbano, ekwadorski piłkarz
  - Horst Siegl, czeski piłkarz pochodzenia niemieckiego
  - Fulvio Valbusa, włoski biegacz narciarski
- 1970:
  - Jens Fiedler, niemiecki kolarz torowy
  - Dragan Kosić, czarnogórski szachista, trener
  - Jerzy Kosobucki, białoruski duchowny katolicki, biskup pomocniczy mińsko-mohylewski pochodzenia polskiego
  - Gianfranco Martin, włoski narciarz alpejski
  - Beverly McDonald, jamajska lekkoatletka, sprinterka
  - Andrzej Olejnik, polski aktor
  - Marek Turek, polski autor komiksów
  - Mark Warnecke, niemiecki pływak
  - Muamer Zukorlić, serbski mufti, teolog islamski, polityk (zm. 2021)
- 1971:
  - Alex Borstein, amerykańska aktorka
  - Mikołaj Jazdon, polski filmoznawca
  - Anna Leszczyńska-Łazor, polska lekkoatletka, sprinterka i płotkarka
  - Renée O’Connor, amerykańska aktorka
  - Ray Sefo, nowozelandzki kick-boxer pochodzenia samoańskiego
  - Paweł Sibik, polski piłkarz
- 1972:
  - Katarzyna Domanska, polska malarka
  - Katarzyna Enerlich, polska pisarka
  - Jaromír Jágr, czeski hokeista
  - Michelle, niemiecka piosenkarka
  - Iwa Prandżewa, bułgarska lekkoatletka, trójskoczkini
  - David Sharp, brytyjski wspinacz (zm. 2006)
- 1973:
  - Kateřina Neumannová, czeska biegaczka narciarska
  - Amy Van Dyken, amerykańska pływaczka
  - Francis Wright brytyjski muzyk, DJ
- 1974:
  - Martin Čapský, czeski historyk, wykładowca akademicki
  - Witalij Fokiejew, rosyjski strzelec sportowy
  - Miranda July, amerykańska artystka współczesna, aktorka, reżyserka, scenarzystka, poetka
  - Rafał Kasprów, polski dziennikarz śledczy, przedsiębiorca
  - Gina Lynn, amerykańska aktorka pornograficzna
  - Tomi Putaansuu, fiński muzyk, wokalista, autor tekstów, członek zespołu Lordi
  - Alberto Marcos Rey, hiszpański piłkarz
  - Song Jae-kun, południowokoreański łyżwiarz szybki, specjalista short tracku
  - Alexander Wurz, austriacki kierowca wyścigowy
  - Dominik Życki, polski żeglarz sportowy
- 1975:
  - Ghislain Akassou, iworyjski piłkarz
  - Sébastien Bordeleau, francuski hokeista
  - Paweł Brodzisz, polski malarz, fotograf, grafik, rysownik
  - Irina Fiedotowa, rosyjska wioślarka
  - Katarzyna Gujska, polska siatkarka
  - Jens Knippschild, niemiecki tenisista.
  - Lucyna Nowak, polska lekkoatletka, skoczkini wzwyż
  - Adam Sztaba, polski kompozytor, dyrygent, producent muzyczny
  - Kati Venäläinen, fińska biegaczka narciarska
- 1976:
  - Brandon Boyd, amerykański muzyk, wokalista członek zespołu Incubus
  - Óscar Freire, hiszpański kolarz szosowy
  - Henrik Nilsson, szwedzki kajakarz
  - Piotr Siniakowicz, polski samorządowiec, burmistrz Siemiatycz
  - Ronnie Vannucci, amerykański perkusista, członek zespołu The Killers
- 1977:
  - Milenko Ačimovič, słoweński piłkarz
  - Robert Dados, polski żużlowiec (zm. 2004)
  - Øystein Grødum, norweski łyżwiarz szybki
  - Ronald Petrovický, słowacki hokeista
  - Anna Pieczarka, polska działaczka samorządowa,, członek zarządu województwa małopolskiego
  - Piotr Sarnik, polski hokeista, trener
  - Alexander Tachie-Mensah, ghański piłkarz
  - Brooks Wackerman, amerykański perkusista, członek zespołów: Bad4Good, Suicidal Tendencies, Mass Mental, Bad Religion, Tenacious D, Fear and the Nervous System i Avenged Sevenfold
- 1978:
  - Kimberly Goss, amerykańska piosenkarka, muzyk, kompozytorka
  - Alejandro Lembo, urugwajski piłkarz
  - Rafał Romanowski, polski samorządowiec, urzędnik państwowy
  - Dawyd Sałdadze, ukraiński i uzbecki zapaśnik
  - Kerstin Tzscherlich, niemiecka siatkarka
  - Yiruma, południowokoreański pianista, kompozytor
- 1979:
  - Ali Ahraoui, niemiecki bokser pochodzenia marokańskiego
  - Ohenewa Akuffo, kanadyjska zapaśniczka pochodzenia ghańskiego
  - Jonay Hernández, wenezuelski piłkarz
  - Chantal Janzen, holenderska prezenterka telewizyjna
  - Mohamed Madihi, marokański piłkarz
  - Arseniusz (Pieriewałow), rosyjski biskup prawosławny
  - Scott Severin, szkocki piłkarz
  - Gordon Shedden, szkocki kierowca wyścigowy
  - Hervé Tum, kameruński piłkarz
- 1980:
  - Alan Barbosa Domingos, brazylijski siatkarz
  - Jorgos Diamandopulos, grecki koszykarz
  - Piotr Jełfimau, białoruski piosenkarz, kompozytor
  - Samira Makhmalbaf, irańska reżyserka i scenarzystka filmowa
  - Conor Oberst, amerykański wokalista, kompozytor, członek zespołu Bright Eyes
  - Przemysław Redkowski, polski aktor
  - Jelena Sokołowa, rosyjska łyżwiarka figurowa
- 1981:
  - Ołeksij Bielik, ukraiński piłkarz
  - Heurelho Gomes, brazylijski piłkarz, bramkarz
  - Emił Gyrgorow, bułgarski piłkarz
  - Diego Martínez, meksykański piłkarz
  - Olivia, amerykańska piosenkarka
  - Nicolas Rostoucher, francuski pływak
- 1982:
  - Shameka Christon, amerykańska koszykarka
  - Élodie Frégé, francuska piosenkarka
  - Nikola Mijailović, serbski piłkarz
- 1983:
  - David Andersen, norweski skoczek narciarski
  - Don Cowie, szkocki piłkarz
  - David Degen, szwajcarski piłkarz
  - Philipp Degen, szwajcarski piłkarz
  - Selita Ebanks, amerykańska modelka, aktorka
  - Stefan Kaiser, austriacki skoczek narciarski
  - Russell Martin, kanadyjski baseballista
  - Sílvia Pérez Cruz, katalońska wokalistka jazzowa i flamenco
  - Curtis Stinson, amerykański koszykarz
  - Ashley Tesoro, amerykańska aktorka, modelka, piosenkarka
- 1984:
  - Erik Cadée, holenderski lekkoatleta, dyskobol
  - Gary Clark Jr., amerykański wokalista, gitarzysta
  - Doda, polska piosenkarka
  - Michaela Egger, austriacka lekkoatletka, skoczkini w dal
  - Francesca Ferretti, włoska siatkarka
  - Anna Gawęcka, polska siatkarka
  - Daniel Górski, polski i libański siatkarz
  - Mark de Jonge, kanadyjski kajakarz
  - Anna Kornecka, polska prawnik, menedżer, urzędniczka państwowa
  - Carlo Molfetta, włoski taekwondzista
  - Lisa Nakazono-Węgłowska, japońska pianistka
  - Anna Olko, polska lekkoatletka, tyczkarka
  - Matthias Pompe, niemiecki siatkarz
- 1985:
  - Liberman Agámez, kolumbijski siatkarz
  - Andrezinho, brazylijski piłkarz
  - Danny aus den Birken, niemiecki hokeista, bramkarz
  - Ihor Czuczman, ukraiński piłkarz
  - Rina Ronja Kari, duńska polityk, eurodeputowana
  - Lucie Louette, francuska judoczka
  - Víctor Tomás, hiszpański piłkarz ręczny
  - Siergiej Topol, rosyjski hokeista
- 1986:
  - Waleri Bożinow, bułgarski piłkarz
  - Johnny Cueto, dominikański baseballista
  - Konrad Frysztak, polski siatkarz, dziennikarz, polityk, poseł na Sejm RP
  - Ami Koshimizu, japońska aktorka
  - Gabriel Paletta, argentyńsko-włoski piłkarz
  - Amber Riley, amerykańska aktorka, piosenkarka
  - Zhao Yingying, chińska lekkoatletka, tyczkarka
- 1987:
  - Olga Bukriejewa, rosyjska siatkarka
  - Shawn Martín, salwadorski piłkarz pochodzenia nikaraguańskiego
  - Wiktorija Szmatowa, ukraińska koszykarka
  - Vernon Taylor, amerykański koszykarz
- 1988:
  - Rui Patrício, portugalski piłkarz, bramkarz
  - Peetu Piiroinen, fiński snowboardzista
  - Tadeusz Socha, polski piłkarz
- 1989:
  - Vjačeslavs Giruckis, łotewski żużlowiec
  - Ziomara Morrison, chilijska koszykarka
  - Martyna Mićków, polska koszykarka
  - Adrianna Najtkowska, polska koszykarka
  - Karolina Sztokfisz, polska snowboardzistka
  - Mo Tae-bum, południowokoreański łyżwiarz szybki
- 1990:
  - Anja Brandt, niemiecka siatkarka
  - Gieorgij Czerwiakow, rosyjski skoczek narciarski
  - Masashi Ebinuma, japoński judoka
  - Kotoe Inoue, japońska siatkarka
  - Monika Kapera, polska lekkoatletka, chodziarka
  - Draško Nenadić, serbski piłkarz ręczny
  - Noemi Signorile, włoska siatkarka
  - Stephanie Vogt, lichtensztańska tenisistka
- 1991:
  - Dawit Benidze, gruziński szachista
  - Patrick Bevin, nowozelandzki kolarz szosowy
  - Kari Brattset, norweska piłkarka ręczna
  - Maruv, ukraińska piosenkarka, kompozytorka, autorka tekstów
  - Ángel Sepúlveda, meksykański piłkarz
  - Rich Swann, amerykański wrestler
  - Panajotis Tachtsidis, grecki piłkarz
- 1992:
  - Kuba Jurzyk, polski wokalista
  - Peter Kretschmer, niemiecki kajakarz, kanadyjkarz
  - Nicolas Le Goff, francuski siatkarz
  - Sandra Nowicka, polska koszykarka
  - Jakow Tumarkin, izraelski pływak
- 1993:
  - Lidia Nicole Alberto, angolska lekkoatletka, tyczkarka
  - Izabela Bałucka, polska siatkarka
  - Dame Diop, senegalski piłkarz
  - Preston Freeman, amerykański bokser (zm. 2013)
  - Geoffrey Kondogbia, francuski piłkarz pochodzenia środkowoafrykańskiego
  - Manuel Lanzini, argentyński piłkarz
- 1994: 
  - Nico Denz, niemiecki kolarz szosowy
  - Luke McCullough, północnoirlandzki piłkarz
  - Pyłyp Panhełow-Jułdaszew, ukraiński hokeista
  - Gaëtan Paquiez, francuski piłkarz
  - Rodolfo Pizarro, meksykański piłkarz
  - Sergey Smorodin, uzbecki piłkarz, bramkarz
- 1995:
  - Danutė Domikaitytė, litewska zapaśniczka
  - Markel Etxeberria, hiszpański piłkarz narodowości baskijskiej
  - Megan Thee Stallion, amerykańska raperka
  - Piotr Pandura, polski koszykarz
- 1996:
  - Per Kristian Bråtveit, norweski piłkarz, bramkarz
  - Jekatierina Makarowa, rosyjska tenisistka
  - Thobias Montler, szwedzki lekkoatleta, skoczek w dal
  - Nemanja Radonjić, serbski piłkarz
  - Toshikazu Yamanishi, japoński lekkoatleta, chodziarz
- 1997:
  - Katarzyna Joks, polska koszykarka
  - Derrick Jones, amerykański koszykarz
  - Michał Lemaniak, polski piłkarz ręczny
- 1998:
  - Wuilker Faríñez, wenezuelski piłkarz, bramkarz
  - Zachary Gordon, amerykański aktor
  - Jemima Montag, australijska lekkoatletka, chodziarka
  - Berkay Özcan, turecki piłkarz
  - George Russell, brytyjski kierowca wyścigowy
- 1999:
  - Alexandra Bozovic, australijska tenisistka
  - Đorđe Jovanović, serbski piłkarz
- 2000:
  - Maximiliano Araújo, urugwajski piłkarz
  - Maxence Caqueret, francuski piłkarz
  - Yannik Keitel, niemiecki piłkarz
  - Jakub Kiwior, polski piłkarz
  - Anastasia Kulikova, fińska tenisistka pochodzenia rosyjskiego
  - Michał Skóraś, polski piłkarz
  - Władysław Supriaha, ukraiński piłkarz
  - Tetê, brazylijski piłkarz
- 2001:
  - Zuriko Dawitaszwili, gruziński piłkarz
  - Bernat Erta, hiszpański lekkoatleta, sprinter
  - Ryan Johansson, irlandzki piłkarz
- 2002:
  - Adriano Amorim, brazylijski piłkarz
  - Eliot Matazo, belgijski piłkarz pochodzenia kongijskiego
  - Luisa Mosquera, kolumbijska zapaśniczka
  - Wałentyn Rubczynski, ukraiński piłkarz
  - Kamaldeen Sulemana, ghański piłkarz
- 2004:
  - Kaio César, brazylijski piłkarz
  - Joshua Tarling, brytyjski kolarz szosowy i torowy

## Zmarli
- 310 – Ōjin, cesarz Japonii (ur. 200)
- 670 – Oswiu, król Northumbrii (ur. 612)
- 1043 – Gizela Szwabska, niemiecka królowa i cesarzowa (ur. 989)
- 1145 – Lucjusz II, papież (ur. ?)
- 1152 – Konrad III Hohenstauf, król Niemiec (ur. 1093)
- 1241 – Henryk I, hrabia Ortenburga (ur. ok. 1170)
- 1288 – Henryk III Dostojny, margrabia Marchii Miśnieńskiej i jako Henryk IV margrabia Marchii Łużyckiej, landgraf Turyngii i palatyn Saksonii (ur. ok. 1215)
- 1411 – Corrado Caraccioli, włoski kardynał (ur. ?)
- 1534 – Barbara Jagiellonka, królewna polska, księżna Saksonii (ur. 1478)
- 1549 – Giovanni Antonio Bazzi, włoski malarz (ur. ok. 1477)
- 1557 – Gregor Brück, niemiecki prawnik, urzędnik, działacz reformacji (ur. ok. 1484)
- 1595 – Markus Sitticus von Hohenems, niemiecki duchowny katolicki, biskup Konstancji, kardynał (ur. 1533)
- 1611 – Adam Burski, polski filolog, filozof, logik, mówca, wydawca (ur. 1560)
- 1621 – Michael Praetorius, niemiecki kompozytor, kapelmistrz, organista (ur. 1571)
- 1631 – Magdalena Mortęska, polska benedyktynka, ksieni klasztoru w Chełmnie, założycielka kongregacji chełmińskiej, autorka dzieł religijnych, Służebnica Boża (ur. 1554)
- 1637 – Ferdynand II Habsburg, cesarz rzymski (ur. 1578)
- 1670 – (między 10 a 15 lutego) Giovanna Garzoni, włoska malarka (ur. 1600)
- 1682 – Klaudiusz de la Colombière, francuski jezuita, święty (ur. 1641)
- 1686 – Matthias Rauchmiller, niemiecki rzeźbiarz, malarz (ur. 1645)
- 1688 – Jan Wielopolski, polski szlachcic, polityk, kanclerz wielki koronny, podkanclerzy koronny (ur. 1630)
- 1702 – Jan Kos, polski szlachcic, polityk (ur. 1630)
- 1706 – Cornelis de Man, holenderski malarz, rysownik (ur. 1621)
- 1713 – Edward Lloyd, brytyjski przedsiębiorca (ur. 1648)
- 1731 – María de León Bello y Delgado, hiszpańska dominikanka, mistyczka, Służebnica Boża (ur. 1643)
- 1738 – Matthias Bernhard Braun, austriacki rzeźbiarz (ur. 1684)
- 1744 – František Václav Miča, czeski kompozytor (zm. 1696)
- 1761 – Carlo Cecere, włoski kompozytor (ur. 1706)
- 1775 – Peter Dens, flamandzki teolog katolicki (ur. 1690)
- 1781 – Gotthold Ephraim Lessing, niemiecki dramatopisarz (ur. 1729)
- 1801 – Józef Szymanowski, polski poeta, krytyk literacki (ur. 1748)
- 1802 – Ignacy Wyssogota Zakrzewski, polski polityk, prezydent Warszawy (ur. 1745)
- 1813 – Francis Home, szkocki lekarz, chemik, wykładowca akademicki (ur. 1719)
- 1818 – Fryderyk Ludwik Hohenlohe, niemiecki wojskowy, książę Ingelfingen i Öhringen (ur. 1746)
- 1820:
  - Pierre-Joseph Cambon, francuski finansista, polityk (ur. 1756)
  - William Ellery, amerykański polityk (ur. 1727)
- 1822 – Pierce Butler, amerykański polityk pochodzenia irlandzkiego (ur. 1744)
- 1824 – William Fleming, amerykański prawnik, polityk (ur. 1736)
- 1828 – Gustaw von Tempsky, pruski arystokrata, wojskowy, poszukiwacz przygód, artysta, korespondent gazet pochodzenia polskiego (zm. 1868)
- 1830 – Johannes Nitsche, niemiecki rzeźbiarz (ur. ok. 1740)
- 1833 – Nikołaj Gniedicz, rosyjski poeta, tłumacz (ur. 1784)
- 1837 – Karol Meyzer, polski architekt (ur. 1797)
- 1842 – Archibald Menzies, szkocki chirurg, botanik (ur. 1754)
- 1844 – Henry Addington, brytyjski arystokrata, polityk, premier Wielkiej Brytanii (ur. 1757)
- 1845 – Jan Maksymilian Fredro, polski generał brygady wojsk Królestwa Kongresowego, pułkownik wojsk napoleońskich, polityk, poeta, dramaturg, krytyk teatralny (ur. 1784)
- 1846 – Otto von Kotzebue, rosyjski oficer marynarki, podróżnik, odkrywca pochodzenia niemieckiego (ur. 1788)
- 1847 – José de Palafox y Melzi, hiszpański generał (zm. 1776)
- 1848:
  - Johann David Bach, niemiecki organista, kompozytor (ur. 1778)
  - Hermann von Boyen, pruski feldmarszałek (ur. 1771)
  - Władysław Wężyk, polski podróżnik, pisarz, uczestnik powstania listopadowego (ur. 1816)
- 1849 – Pierre-François Verhulst, belgijski matematyk, wykładowca akademicki (ur. 1804)
- 1857 – Michaił Glinka, rosyjski kompozytor (ur. 1804)
- 1862 – Maria Pomezańska, polska właścicielka ziemska, malarka, pisarka, pamiętnikarka (ur. 1806)
- 1863 – Kazimierz Jany, polski duchowny katolicki, kapelan w powstaniu styczniowym (ur. 1827)
- 1864 – Adam Wilhelm Moltke, duński hrabia, polityk, premier Danii (ur. 1785)
- 1865 – Nicholas Wiseman, brytyjski duchowny katolicki, arcybiskup Westminsteru, kardynał (ur. 1802)
- 1869 – Mirza Ghalib, indyjski poeta (ur. 1797)
- 1870 – Antoni Krząstkiewicz, polski malarz (ur. 1790)
- 1877 – Antonín Marek, czeski poeta, prozaik, tłumacz (ur. 1785)
- 1880 – Aleksander August Kremer, polski lekarz, działacz społeczny (ur. 1813)
- 1882 – Elizabeth Ann Smith Whitney, amerykańska działaczka mormońska (ur. 1800)
- 1884 – Antoni (Zubko), rosyjski biskup prawosławny (ur. 1797)
- 1885:
  - Flavio Chigi, włoski kardynał (ur. 1810)
  - Leopold Damrosch, niemiecko-amerykański dyrygent, skrzypek pochodzenia żydowskiego (ur. 1832)
  - Adam Prażmowski, polski astronom, astrofizyk, wykładowca akademicki (ur. 1821)
- 1886 – Edward Cardwell, brytyjski arystokrata, polityk (ur. 1813)
- 1887:
  - Joachim IV, grecki biskup prawosławny, patriarcha Konstantynopola (ur. 1837)
  - Józef Patelski, polski szlachcic, kapitan, uczestnik powstania listopadowego (ur. 1805)
- 1888 – John Wethered, amerykański przedsiębiorca, polityk (ur. 1809)
- 1889 – Ernst Heinrich Karl von Dechen, niemiecki górnik, geolog (ur. 1800)
- 1892 – Teodor Biłous, ukraiński pedagog, działacz społeczny, polityk (ur. 1827)
- 1894 – Martial Bourdin, francuski anarchista (ur. 1868)
- 1897:
  - Dimitrie Ghica, rumuński polityk, premier Rumunii (ur. 1816)
  - Krzysztof (Sakowicz), rosyjski mnich prawosławny (ur. 1833)
- 1900 – Karl Theodor Robert Luther, niemiecki astronom (ur. 1822)
- 1903 – Józef Dąbrowski, polski duchowny katolicki, pedagog, uczestnik powstania styczniowego, działacz polonijny (ur. 1842)
- 1904:
  - Mark Hanna, amerykański przedsiębiorca, polityk (ur. 1837)
  - Józef Huss, polski architekt, konserwator zabytków (ur. 1846)
- 1905:
  - Teresa Helena Higginson, brytyjska nauczycielka, mistyczka i stygmatyczka katolicka (ur. 1844)
  - Lewis Wallace, amerykański generał, pisarz, polityk (ur. 1827)
- 1906 – Achille Manara, włoski duchowny katolicki, arcybiskup Ankony i Numany, kardynał (ur. 1827)
- 1910 – Zenon Parvi, polski dziennikarz, dramatopisarz (ur. 1868)
- 1911 – Theodor Escherich, austriacki lekarz pediatra (ur. 1857)
- 1914 – Roswell Park, amerykański chirurg (ur. 1852)
- 1918 – Ludwik Eydziatowicz, polski ziemianin, przemysłowiec, urzędnik, major kancelaryjny Legionów Polskich (ur. 1870)
- 1919 – André Prévost, francuski tenisista (ur. 1860)
- 1920:
  - Dmitrij Iłowajski, rosyjski historyk, autor podręczników (ur. 1832)
  - Ernst Wertheim, austriacki ginekolog (ur. 1964)
- 1922 – Katarzyna Dołgorukowa, rosyjska księżna, druga (morganatyczna) żona cara Aleksandra II Romanowa (ur. 1847)
- 1923:
  - Charles Clermont-Ganneau, francuski orientalista, archeolog, dyplomata (ur. 1846)
  - Paweł Stwiertnia, polski inżynier kolejowy, polityk (ur. 1854)
- 1925 – Tadeusz Burdziński, polski ginekolog, wykładowca akademicki (ur. 1868)
- 1928 – Herbert Henry Asquith, brytyjski polityk, premier Wielkiej Brytanii (ur. 1852)
- 1929:
  - August Otto, niemiecki taternik, działacz turystyczny, autor przewodników (ur. 1851)
  - Tadeusz Zwisłocki, polski inżynier chemik (ur. 1889)
- 1930:
  - Giulio Douhet, włoski generał lotnictwa (ur. 1869)
  - Ludwik Turulski, polski pułkownik saperów inżynier (ur. 1894)
- 1931:
  - Walenty Dąbrowski, polski duchowny katolicki, kaszubski działacz społeczno-kulturalny i charytatywny (ur. 1847)
  - Lillian Leitzel, amerykańska artystka cyrkowa pochodzenia węgierskiego (ur. 1892)
- 1932 – Adam Ebenberger, polski inżynier budowy maszyn i elektrotechniki (ur. 1882)
- 1933 – Pat Sullivan, australijski producent filmowy (ur. 1887)
- 1935 – Basil Hall Chamberlain, brytyjski japonista, pisarz (ur. 1850)
- 1937 – Vincenzo Lancia, włoski konstruktor i producent samochodów (ur. 1881)
- 1939:
  - Henri Jaspar, belgijski polityk, premier Belgii (ur. 1870)
  - Kuźma Pietrow-Wodkin, rosyjski malarz, grafik (ur. 1878)
- 1940:
  - Ludwik Gdyk, polski związkowiec, polityk, poseł, wicemarszałek Sejmu RP (ur. 1874)
  - Bronisław Gontaszewski, polski kapral, policjant (ur. 1894)
  - Ernesto Lugaro, włoski neurolog, psychiatra (ur. 1870)
  - Jan Pieracki, polski prawnik, adwokat, sędzia, polityk, poseł na Sejm RP (ur. 1872)
  - J.-H. Rosny (starszy), francuski pisarz science fiction pochodzenia belgijskiego (ur. 1856)
  - Otto Toeplitz, niemiecki matematyk, wykładowca akademicki pochodzenia żydowskiego (ur. 1881)
- 1941:
  - Guido Adler, austriacki muzykolog (ur. 1855)
  - Pawieł Błonski, rosyjski pedagog, psycholog, pisarz, publicysta (ur. 1884)
- 1942 – Marie Heiberg, estońska poetka (ur. 1890)
- 1943:
  - Józef Noji, polski lekkoatleta, długodystansowiec, działacz podziemia antyhitlerowskiego (ur. 1909)
  - Sydney Olivier, brytyjski arystokrata, polityk (ur. 1859)
  - Helena Opiełka, polska nauczycielka, harcerka (ur. 1917)[5]
  - Joseph Pease, brytyjski arystokrata, przedsiębiorca, polityk (ur. 1860)
  - Mikołaj Pełczyński, polski podpułkownik piechoty (ur. 1882)
- 1944:
  - Verners Kraulis, łotewski psychiatra (ur. 1904)
  - Wiktor Wirgiliusz Mieczkowski, polski lekarz, działacz harcerski (ur. 1906)
- 1945:
  - Werner Knab, niemiecki funkcjonariusz i zbrodniarz nazistowski (ur. 1908)
  - Charles Simmons, brytyjski gimnastyk (ur. 1885)
  - Wolf-Dietrich von Xylander, niemiecki generał (ur. 1903)
  - Stefan Zielonka, polski duchowny katolicki (ur. 1908)
- 1946:
  - Cornelius Johnson, amerykański lekkoatleta, skoczek wzwyż (ur. 1913)
  - Lef Nosi, albański działacz niepodległościowy, polityk (ur. 1877)
- 1947:
  - Gustav Bauer, amerykański zapaśnik (ur. 1884)
  - Ernst Kundt, niemiecki funkcjonariusz i polityk nazistowski (ur. 1897)
  - Przecław Smolik, polski lekarz, etnograf, literat, kolekcjoner sztuki azjatyckiej i ekslibrisów (ur. 1877)
- 1949:
  - Roger François, francuski sztangista (ur. 1900)
  - Otto Prutscher, austriacki architekt (ur. 1880)
  - Teodor Schwanebach, polski malarz pochodzenia niemiecko-rosyjskiego (ur. 1874)
- 1950:
  - Kazimierz Graff, polski astronom, wykładowca akademicki (ur. 1878)
  - Pedro Parages, hiszpański piłkarz, działacz piłkarski (ur. 1883)
- 1951 – Władysław Śliwiński, polski porucznik pilot (ur. 1921)
- 1953:
  - Oscar Goßler, niemiecki wioślarz (ur. 1875)
  - Karl Gustaf Staaf, szwedzki lekkoatleta, przeciągacz liny (ur. 1881)
- 1956:
  - Arnošt Bart, łużycki działacz narodowy (ur. 1870)
  - Antoni Bomba, polski polityk lewicy chłopskiej, poseł do austriackiej Rady Państwa, starosta powiatu rzeszowskiego (ur. 1868)
- 1957 – Leoncio Fernández Galilea, hiszpański duchowny katolicki, misjonarz wikariusz apostolski Fernando Poo (ur. 1892)
- 1958:
  - Nadeżda Koburg, księżniczka bułgarska, księżna wirtemberska (ur. 1899)
  - Numan Menemencioğlu, turecki polityk, dyplomata (ur. 1891)
  - Heinrich Schläppi, szwajcarski bobsleista (ur. 1905)
  - Sunao Tokunaga, japoński pisarz, publicysta (ur. 1899)
- 1959 – Owen Willans Richardson, brytyjski fizyk, laureat Nagrody Nobla (ur. 1879)
- 1960 – Tonny Kessler, holenderski piłkarz, krykiecista (ur. 1889)
- 1961 – Maribel Vinson, amerykańska łyżwiarka figurowa, trenerka (ur. 1911)
- 1962:
  - Josiah McCracken, amerykański lekkoatleta, kulomiot, młociarz i dyskobol (ur. 1874)
  - Aloisius Muench, amerykański duchowny katolicki, biskup Fargo, nuncjusz apostolski, kardynał pochodzenia niemieckiego (ur. 1889)
  - Ludvigs Sēja, łotewski dyplomata, polityk (ur. 1885)
- 1963 – Nikanor Zachwatajew, radziecki generał pułkownik (ur. 1898)
- 1965:
  - Selmar Aschheim, niemiecko-amerykański ginekolog (ur. 1878)
  - Nat King Cole, amerykański muzyk i wokalista jazzowy (ur. 1919)
  - Paul Guignard, francuski kolarz torowy i szosowy (ur. 1876)
  - Rafał Malczewski, polski malarz, pisarz, felietonista (ur. 1892)
- 1966 – Gerard Ciołek, polski architekt, historyk ogrodów (ur. 1909)
- 1967:
  - Antonio Moreno, hiszpański aktor (ur. 1887)
  - Simeon Radew, bułgarski dyplomata, pisarz, dziennikarz (ur. 1879)
- 1968:
  - Sid Kimpton, angielski piłkarz, trener (ur. 1887)
  - Little Walter, amerykański muzyk bluesowy (ur. 1930)
- 1969 – Witold Rzegociński, polski malarz, witrażysta, medalier, grafik (ur. 1883)
- 1970:
  - Janko Bojmír, słowacki pedagog, inspektor szkolny, działacz turystyczny, publicysta (ur. 1887)
  - Carlos Teo Cruz, dominikański bokser (ur. 1937)
  - Hugh Dowding, brytyjski oficer, dowódca RAF (ur. 1882)
  - Hans Gollnick, niemiecki generał (ur. 1892)
  - Dimitrios Lundras, grecki gimnastyk, admirał (ur. 1885)
- 1971 – Henry Kaltenbrunn, południowoafrykański kolarz torowy (ur. 1897)
- 1973:
  - Wally Cox, amerykański aktor (ur. 1924)
  - Tim Holt, amerykański aktor (ur. 1918)
  - Achille Liénart, francuski duchowny katolicki, biskup Lille, kardynał (ur. 1884)
- 1974:
  - Kurt Atterberg, szwedzki kompozytor, dyrygent (ur. 1887)
  - Frederick McCarthy, kanadyjski kolarz torowy (ur. 1881)
  - Conel Hugh O’Donel Alexander, brytyjski szachista, kryptolog (ur. 1909)
  - George Snedecor, amerykański matematyk i statystyk (ur. 1881)
- 1975:
  - Walerij Popienczenko, rosyjski bokser (ur. 1937)
  - Michał Sopoćko, polski duchowny katolicki (ur. 1888)
- 1979:
  - Zbigniew Seifert, polski skrzypek jazzowy (ur. 1946)
  - Seif Wanly, egipski malarz (ur. 1906)
- 1980:
  - Albin Dahl, szwedzki piłkarz, trener (ur. 1902)
  - Albert Simonin, francuski pisarz (ur. 1905)
- 1981:
  - Mike Bloomfield, amerykański muzyk bluesowy, kompozytor (ur. 1944)
  - Karl Richter, niemiecki dyrygent, organista, klawesynista (ur. 1926)
- 1984 – Ethel Merman, amerykańska aktorka, piosenkarka (ur. 1908)
- 1985 – Borys Karnicki, polski komandor porucznik (ur. 1907)
- 1986 – Jan Rudnik, polski pulmonolog dziecięcy, wykładowca akademicki (ur. 1922)
- 1987:
  - Elżbieta Kraska, polska nauczycielka, polityk, poseł na Sejm PRL (ur. 1912)
  - John Myhill, brytyjski matematyk, wykładowca akademicki (ur. 1923)
  - Andriej Niekrasow, radziecki marynarz, pisarz (ur. 1907)
  - Marian Rybicki, polski prawnik, polityk, poseł na Sejm PRL, minister sprawiedliwości i prokurator generalny (ur. 1915)
  - Wacław Taranczewski, polski malarz (ur. 1903)
- 1988:
  - Richard Feynman, amerykański fizyk teoretyczny, wykładowca akademicki, laureat Nagrody Nobla pochodzenia żydowskiego (ur. 1918)
  - Stefan Matyjaszkiewicz, polski operator filmowy (ur. 1927)
- 1989:
  - Alina Hulanicka, polska wszechstronna lekkoatletka, ginekolog-położnik (ur. 1907)
  - Mijo Škvorc, chorwacki duchowny katolicki, biskup pomocniczy zagrzebski, poeta, prozaik (ur. 1919)
- 1990 – Yustrich, brazylijski piłkarz, bramkarz, trener (ur. 1913)
- 1991:
  - Birger Malmsten, szwedzki aktor (ur. 1920)
  - Ștefan Ströck, rumuński piłkarz pochodzenia niemieckiego (ur. 1901)
  - Iwan Szkadow, radziecki generał armii, polityk (ur. 1913)
- 1992:
  - Hermann Axen, wschodnioniemiecki polityk komunistyczny pochodzenia żydowskiego (ur. 1916)
  - Daniël Coens, belgijski socjolog, samorządowiec, polityk (ur. 1938)
  - Euzebiusz Fert, polski lekkoatleta, długodystansowiec i maratończyk (ur. 1919)
  - Monty Håkansson, szwedzki i australijski zapaśnik (ur. 1919)
  - Bolesław Kamiński, polski aktor, kabareciarz, parodysta, piosenkarz (ur. 1900)
  - Czesław Kaznowski, polski major, dyrygent (ur. 1900)
  - Lino Mosca, włoski piłkarz (ur. 1907)
  - William Schuman, amerykański kompozytor (ur. 1910)
- 1993:
  - Marie-Louise Linssen-Vaessen, holenderska pływaczka (ur. 1928)
  - George Wallington, amerykański pianista jazzowy, kompozytor, aranżer (ur. 1924)
- 1994:
  - Aleksander Bogacz, polski inżynier chemik, wykładowca akademicki (ur. 1933)
  - Władysław Poplatek, polski duchowny katolicki, teolog, wykładowca akademicki (ur. 1907)
  - Wacław Korabiewicz, polski pisarz, podróżnik (ur. 1903)
- 1995:
  - Italo Alighiero Chiusano, włoski prozaik, germanista (ur. 1926)
  - Janusz Zarzycki, polski generał dywizji, architekt, polityk, przewodniczący prezydium Miejskiej Rady Narodowej m.st. Warszawy, wiceminister obrony narodowej, poseł na Sejm PRL (ur. 1914)
- 1996 – McLean Stevenson, amerykański aktor (ur. 1927)
- 1997:
  - Arne Berg, szwedzki kolarz szosowy (ur. 1909)
  - Anatolij Jegorow, radziecki filozof, polityk (ur. 1920)
  - Jadwiga Wejcman, polska aktorka, piosenkarka (ur. 1935)
- 1999:
  - Big L, amerykański raper (ur. 1974)
  - Antoni Chodorowski, polski rysownik, satyryk, karykaturzysta (ur. 1946)
  - Henry Kendall, amerykański fizyk jądrowy, wykładowca akademicki, laureat Nagrody Nobla (ur. 1926)
- 2000 – Władimir Utkin, rosyjski uczony, konstruktor rakiet (ur. 1923)
- 2001:
  - Józef Bujnowski, polski poeta, eseista, historyk literatury (ur. 1910)
  - Burt Kennedy, amerykański reżyser i scenarzysta filmowy (ur. 1922)
- 2002:
  - Kazimierz Bossy, polski kontradmirał (ur. 1931)
  - Kevin Smith, nowozelandzki aktor (ur. 1963)
- 2003 – Andrzej Czyżowski, polski dziennikarz, działacz społeczny (ur. 1919)
- 2004:
  - Hasse Ekman, szwedzki aktor, reżyser filmowy (ur. 1915)
  - Friedrich Waller, szwajcarski bobsleista (ur. 1920)
- 2005:
  - Pierre Bachelet, francuski piosenkarz, kompozytor, autor tekstów (ur. 1944)
  - Bogdan Chojna, polski przedsiębiorca, twórca konkursu Teraz Polska (ur. 1953)
  - Jurij Morozow, rosyjski piłkarz, trener (ur. 1934)
- 2006:
  - Christian de la Mazière, francuski publicysta, dziennikarz, pisarz (ur. 1922)
  - Sun Yun-suan, tajwański polityk, premier Tajwanu (ur. 1913)
- 2007:
  - Robert Adler, amerykański fizyk, wynalazca pochodzenia żydowskiego (ur. 1913)
  - Tomasz Tybinkowski, polski koszykarz (ur. 1948)
- 2008:
  - Czesław Madajczyk, polski historyk (ur. 1921)
  - Michaił Sołomiencew, rosyjski polityk, premier Rosyjskiej FSRR (ur. 1913)
- 2009:
  - Stephen Kim Sou-hwan, południowokoreański duchowny katolicki, arcybiskup Seulu, kardynał (ur. 1922)
  - Kazuhiko Nishijima, japoński fizyk, wykładowca akademicki (ur. 1926)
- 2010:
  - Juan Carlos González, urugwajski piłkarz (ur. 1924)
  - Marek Jasiński, polski kompozytor (ur. 1949)
  - Adam Kaczyński, polski pianista, kompozytor (ur. 1933)
- 2011:
  - Arnold Kalinin, radziecki i rosyjski dyplomata (ur. 1929)
  - Frank Nyangweso, ugandyjski bokser, działacz sportowy, wojskowy, polityk (ur. 1939)
  - Sławomir Radoń, polski historyk, urzędnik państwowy (ur. 1957)
  - Karin Stanek, polska piosenkarka (ur. 1946)
- 2012:
  - Elyse Knox, amerykańska aktorka (ur. 1917)
  - Aleksander Olejniczak, polski piłkarz (ur. 1930)
- 2013:
  - Kazimierz Danilewicz, polski rzeźbiarz (ur. 1927)
  - Iwan Kazaniec, ukraiński polityk, premier Ukraińskiej SRR (ur. 1918)
- 2014:
  - Irena Sławińska, polska pisarka, publicystka, tłumaczka pochodzenia chińskiego
  - Enju Wyłczew, bułgarski zapaśnik (ur. 1936)
- 2015:
  - Eileen Essell, brytyjska aktorka (ur. 1922)
  - Józef Kurek, polski hokeista, trener (ur. 1933)
- 2016:
  - George Gaynes, amerykański aktor (ur. 1917)
  - Jerzy Grałek, polski aktor (ur. 1946)
  - Jerzy Kroh, polski chemik, wykładowca akademicki (ur. 1924)
  - Denise Katrina Matthews, kanadyjska piosenkarka, aktorka (ur. 1959)
  - Teresa Niewiarowska, polska kompozytorka (ur. 1938)
  - Shigeru Ōyama, japoński karateka (ur. 1935)
  - Carlos Quintero Arce, meksykański duchowny katolicki, biskup Ciudad Valles, arcybiskup Hermosillo (ur. 1920)
- 2017:
  - Antoni Rogoza, polski piłkarz (ur. 1934)
  - Tadeusz Świętochowski, polski historyk (ur. 1934)
  - Mieczysław Włodyka, polski przedsiębiorca, polityk, senator RP (ur. 1949)
- 2018:
  - Lassie Lou Ahern, amerykańska aktorka (ur. 1920)
  - Pier Paolo Capponi, włoski aktor (ur. 1938)
  - Marian Czachor, polski piłkarz (ur. 1924)
  - Józef Gburzyński, polski związkowiec, działacz opozycji antykomunistycznej, samorządowiec, prezydent Elbląga (ur. 1949)
  - Czesława Mentlewicz, polska lekkoatletka, biegaczka długodystansowa (ur. 1956)
- 2019:
  - Thomas Costello, amerykański duchowny katolicki, biskup pomocniczy Syracuse (ur. 1929)
  - Ryszard Juszkiewicz, polski prawnik, historyk, polityk, senator RP (ur. 1928)
  - Gene Littler, amerykański golfista (ur. 1930)
  - Adriano Ossicini, włoski psychiatra, polityk, minister rodziny i solidarności społecznej (ur. 1920)
  - Lee Radziwill, amerykańska aktorka, działaczka społeczna (ur. 1933)
- 2020:
  - Caroline Flack, brytyjska prezenterka telewizyjna, konferansjerka i osobowość telewizyjna (ur. 1979)
  - Marian Guzek, polski ekonomista, wykładowca akademicki (ur. 1933)
  - Leszek Hołdanowicz, polski grafik, plakacista (ur. 1937)
  - Adam Koczwara, polski piłkarz (ur. 1957)
- 2021:
  - Nechan Karakéhéyan, ormiański duchowny katolicki obrządku ormiańskiego, biskup Isfahanu, ordynariusz Grecji (ur. 1932)
  - Leopoldo Luque, argentyński piłkarz (ur. 1949)
  - Zdzisław Najder, polski historyk literatury, działacz opozycji antykomunistycznej, dyrektor Radia Wolna Europa (ur. 1930)
  - Eva-Maria Pracht, kanadyjska jeźdźczyni sportowa (ur. 1937)
- 2022:
  - Rustam Akramov, uzbecki piłkarz, trener (ur. 1948)
  - Youhanna Golta, egipski duchowny katolicki obrządku koptyjskiego, biskup kurialny patriarchatu Aleksandrii (ur. 1937)
  - Juan Carlos Lallana, argentyński piłkarz (ur. 1938)
  - Józef Zapędzki, polski strzelec sportowy (ur. 1929)
- 2023:
  - Paul Berg, amerykański biochemik, laureat Nagrody Nobla (ur. 1926)
  - Grzegorz Skrzecz, polski bokser, aktor (ur. 1957)
  - Raquel Welch, amerykańska aktorka (ur. 1940)
- 2024:
  - Kagney Linn Karter, amerykańska aktorka i modelka pornograficzna (ur. 1987)
  - Bohdan Lewartowski, polski fizjolog, profesor nauk medycznych (ur. 1929)
  - Henry Rono, kenijski lekkoatleta, długodystansowiec (ur. 1952)
  - Zygfryd Rymaszewski, polski historyk prawa (ur. 1927)
- 2025:
  - Gerhart Baum, niemiecki prawnik, polityk, minister spraw wewnętrznych, aktywista na rzecz praw człowieka (ur. 1932)
  - Michał Czajkowski, polski duchowny katolicki, ekumenista, teolog, publicysta, profesor nauk teologicznych (ur. 1934)
  - Katarzyna Dzieduszycka-Herbert, polska tłumaczka, działaczka kulturalna (ur. 1929)
  - Bogdan Grzeszczak, polski aktor (ur. 1962)
  - Muhsin Hendricks, południowoafrykański duchowny muzułmański, działacz LGBT (ur. 1967)
  - Włodzimierz Kiernożycki, polski inżynier, profesor nauk technicznych, nauczyciel akademicki (ur. 1951)
  - Cecilia Stegö Chilò, szwedzka dziennikarka, menedżer, polityk, minister kultury (ur. 1959)
  - Andrzej Zakrzewski, polski historyk, profesor nauk humanistycznych, wykładowca akademicki (ur. 1942)